# Onobrychis pyrenaica
Onobrychis pyrenaica es una especie del género Onobrychis, de la familia de las fabáceas.

## Descripción
Es una planta sufrútice que alcanza un tamaño de hasta de 25 cm de altura, esparcidamente seríceo. Tallos hasta de 10(15)cm, decumbentes o ascendentes, ± densamente pelosos, con los pelos aplicados o patentes. Hojas 2-9(12) cm, las basilares con pecíolo largo, las medias subsentadas, con 5-8(12) pares de folíolos; folíolos 2-10(15) x 1,3-4(6) mm, los de las hojas basilares más anchos, anchamente oblongos u oblongo-elípticos, rara vez estrechamente oblongos o estrechamente elípticos, glabros o con indumento muy laxo por su haz, esparcidamente seríceos por el envés, al menos sobre el nervio medio y el margen.
Inflorescencias generalmente con más de 10 flores, densas; pedúnculo 6-18 cm,  2 veces más largo que la hoja axilante; brácteas 2-4 mm, ovadas o lanceoladas, laxamente tomentosas. Flores con bractéolas de 0,5-1,5 mm. Cáliz con tubo de 1,5-2,5 mm, subglabro o escasamente tomentoso; dientes 3-4(4,5) mm, hasta 2 veces más largos que el tubo, estrechamente triangulares, subglabros o con indumento erecto-patente, escaso en la parte externa, más abundante en la interna. Corola 2-2,5 veces más larga que el cáliz,violeta-rosada con nervios purpúreos; estandarte 7,5-10,5(13) mm, algo más corto o hasta 2,5 mm más largo que la quilla, anchamente obovado; alas 4-6 mm, tan largas o más cortas que el cáliz; quilla 8-12,5 mm, curvada en ángulo obtuso. Fruto 5,5-7 x 5-5,5 mm, de contorno anchamente obovado-suborbicular, cubierto por pelos cortos –menores de 0,5 mm–, aplicados o patentes; margen dorsal con 4-9 espinas de 0,3-1(2) mm; caras con espinas de 0,2-0,8 mm.

## Distribución y hábitat
Se encuentra en  pastizales, a veces en pedregales calcáreos; a una altitud de 1300-2100 metros en los Pirineos Atlánticos franceses y españoles (Navarra, Huesca y Barcelona). 

## Taxonomía
Onobrychis pyrenaica fue descrita por (Sennen) Sirj. y publicado en Spisy Přírodovědecké Fakulty University v Brně 56: 135. 1925.
Etimología
Onobrychis: nombre genérico que se compone de dos términos griegos: όνος (onos), = burro  y "βρύκω" (brýko), que significa comer con avidez, al referirse a la capacidad de atracción de los burros por esta planta.
pyrenaica: epíteto geográfico que alude a su localización en los Pirineos.
Sinonimia
- Onobrychis montana var. pyrenaica Sennen	[3][4]

## Nombres comunes
Castellano: esparceta, pimpirigallo, pipirigallo.